# Helmut Stampfer
Helmut Stampfer (* 1948 in Meran) ist ein Südtiroler Kunsthistoriker und Denkmalpfleger.

## Leben
Stampfer studierte Philosophie, Geschichte und Kunstgeschichte an der Universität Mailand. 1974 begann er als Kunsthistoriker beim Südtiroler Landesdenkmalamt in Bozen zu arbeiten. Von 1983 bis 2007 war er Südtiroler Landeskonservator. Seit 2005 lehrt er als Honorarprofessor an der Universität Innsbruck. Seit 1992 ist er ordentliches Mitglied der Accademia degli Agiati in Rovereto.
Stampfer ist der Autor einer Vielzahl an Publikationen zur Kunst- und Kulturgeschichte Tirols. Seit Jahren betreut er die Herausgabe der Reihe Bauernhöfe in Südtirol, eine Gesamtedition des Materials zur bäuerlichen Architektur, das von 1940 bis 1943 im Auftrag der NS-nahen Arbeitsgemeinschaft der Optanten und der Kulturkommission Ahnenerbe der SS unter Martin Rudolph – ideologisch aufgeladen als „Erbe germanischer Baukunst“ und im Kontext der Südtiroler Option – gesammelt worden war.

## Publikationen (Auswahl)
- Michael Pacher in Bozen-Gries. Athesia, Bozen 1980, ISBN 88-7014-173-X
- Wohnkultur in Südtirol. Athesia, Bozen 1982, ISBN 88-7014-259-0 (mit Oswald Kofler)
- Bauernhöfe in Südtirol: Bestandsaufnahmen 1940–1943. Bisher 11 Bde. Athesia, Bozen 1990 ff.[5]
- Schloß Rodenegg. Pluristamp, Bozen 1998, ISBN 978-88-87301-01-4
- Churburg. Schnell + Steiner, Regensburg 2009, ISBN 978-3-7954-2156-4
- Dominikanerkirche Bozen. Schnell + Steiner, Regensburg 2011, ISBN 978-3-7954-6915-3